# Quasi-esperimento
Un quasi-esperimento è uno studio empirico usato per stimare l'impatto causale di un intervento sulla popolazione target senza l'assegnazione casuale dei soggetti alle condizioni sperimentali.
La ricerca quasi-sperimentale condivide somiglianze con il disegno sperimentale tradizionale o studio controllato randomizzato, ma in particolare manca l'elemento dell'assegnazione casuale al trattamento o al controllo. I progetti quasi-sperimentali di solito consentono al ricercatore di controllare l'assegnazione dei soggetti alla condizione di trattamento, ma usando un criterio diverso dall'assegnazione casuale (ad es., Un limite di eleggibilità).
I quasi-esperimenti sono comunemente usati nelle scienze sociali, sanità pubblica, istruzione e analisi politica, specialmente quando non è pratico o ragionevole randomizzare i partecipanti allo studio rispetto alla condizione di trattamento. Ad esempio, supponiamo di dividere le famiglie in due categorie: famiglie in cui i genitori sculacciano i loro figli e famiglie in cui i genitori non sculacciano i loro figli. Possiamo eseguire una regressione lineare per determinare se esiste una correlazione positiva tra la sculacciata dei genitori e il comportamento aggressivo dei loro figli. Tuttavia, il semplice fatto di randomizzare i genitori a sculacciare o a non sculacciare i propri figli potrebbe non essere pratico o etico, perché alcuni genitori potrebbero ritenere che sia moralmente sbagliato sculacciare i propri figli e rifiutarsi di partecipare.
Con studi quasi sperimentali, non sempre è possibile dimostrare in modo convincente un nesso causale tra la condizione del trattamento e gli esiti osservati. Questo è particolarmente vero se ci sono variabili confondenti che non possono essere controllate o considerate.

## Disegno quasi-sperimentale
La prima parte della creazione di un progetto quasi sperimentale consiste nell'identificare le variabili. La variabile quasi-indipendente sarà la variabile X, mentre la variabile che viene manipolata sarà la variabile Y. "X" è generalmente una variabile di raggruppamento con diversi livelli. Raggruppamento significa due o più gruppi, come due gruppi che ricevono trattamenti alternativi, o un gruppo di trattamento e un gruppo senza trattamento (a cui può essere somministrato un placebo - i placebo sono più frequentemente utilizzati in esperimenti clinici o fisiologici). Il risultato previsto è la variabile dipendente, che è la variabile y. In un'analisi delle serie temporali, la variabile dipendente viene osservata nel tempo per eventuali modifiche che potrebbero verificarsi. Una volta che le variabili sono state identificate e definite, viene implementata una procedura e vengono esaminate le differenze di gruppo.
In un esperimento con assegnazione casuale, le unità di studio hanno la stessa possibilità di essere assegnate a una data condizione di trattamento. In quanto tale, l'assegnazione casuale garantisce che entrambi i gruppi, sperimentale e di controllo, siano equivalenti. In una progettazione quasi-sperimentale, l'assegnazione a una determinata condizione di trattamento si basa su qualcosa di diverso dall'assegnazione casuale. A seconda del tipo di disegno quasi-sperimentale, il ricercatore potrebbe avere il controllo sull'assegnazione alle condizioni del trattamento ma utilizzare alcuni criteri diversi dall'assegnazione casuale per determinare quali partecipanti riceveranno il trattamento, o il ricercatore potrebbe non avere il controllo sull'assegnazione delle condizioni di trattamento e i criteri utilizzati per l'assegnazione potrebbero essere sconosciuti. Fattori come costo, fattibilità, preoccupazioni etiche o convenienza possono influenzare come o se i partecipanti sono assegnati a determinate condizioni di trattamento.
I quasi-esperimenti sono maggiormente efficaci se usano il "test pre-post". Ciò significa che ci sono test fatti prima che vengano raccolti tutti i dati per valutare se ci siano variabili confondenti o se alcuni partecipanti abbiano certe tendenze. Quindi l'esperimento reale viene eseguito con la registrazione dei test "post". I dati "pre-test" possono essere confrontati come parte dello studio, o possono essere inclusi in una spiegazione per i dati sperimentali effettivi.
Spesso i quasi esperimenti impiegano variabili indipendenti esistenti in natura e pertanto non randomizzabili come età, sesso, colore degli occhi. Queste variabili possono essere continue (età) o possono essere categoriali (genere). In breve, le variabili presenti in natura sono misurate all'interno di quasi esperimenti

## Vantaggi e svantaggi

### Vantaggi
Poiché i disegni quasi-sperimentali vengono utilizzati quando la randomizzazione è impraticabile e/o non etica, sono in genere più facili da progettare rispetto ai veri progetti sperimentali, che richiedono l'assegnazione casuale dei soggetti alle diverse condizioni sperimentali. Inoltre, l'utilizzo di progetti quasi-sperimentali riduce al minimo le minacce alla validità ecologica in quanto gli ambienti naturali non subiscono gli stessi problemi di artificialità rispetto a un ambiente di laboratorio ben controllato. Poiché i quasi-esperimenti possono essere condotti in condizioni naturali, i risultati di tali studi possono essere applicati ad altri soggetti e impostazioni, consentendo di fare alcune generalizzazioni sulla popolazione. Inoltre, questo metodo di sperimentazione è efficiente nella ricerca longitudinale che coinvolge periodi di tempo più lunghi che possono essere seguiti in diversi ambienti.
Altri vantaggi dei quasi-esperimenti includono l'idea di avere qualsiasi manipolazione che lo sperimentatore scelga, mentre negli esperimenti naturali, i ricercatori devono lasciare che le manipolazioni avvengano da sole e non hanno alcun controllo su di esse. Inoltre, l'uso di gruppi auto-selezionati nei quasi-esperimenti porta anche a minimizzare il rischio di preoccupazioni etiche, condizionali, ecc. Durante lo svolgimento dello studio.

### Svantaggi
Il principale svantaggio degli studi quasi-sperimentali è il fatto che i risultati sono soggetti a contaminazione da variabili confondenti. Nell'esempio sopra, una variazione nella risposta dei bambini alla sculacciata è plausibilmente influenzata da fattori che non possono essere facilmente misurati e controllati, ad esempio la natura selvaggia intrinseca del bambino o l'irritabilità del genitore. La mancanza di assegnazioni casuali nel metodo di progettazione quasi-sperimentale può consentire di effettuare studi più fattibili, ma ciò pone anche molte sfide per lo sperimentatore in termini di validità interna. Questa carenza di randomizzazione rende più difficile escludere variabili confondenti e introduce minacce alla validità interna. Poiché la randomizzazione è assente, alcune conoscenze sui dati possono essere approssimate, e le conclusioni sulle relazioni causali sono difficili da determinare a causa di una varietà di variabili estranee e confondenti che esistono in un ambiente sociale. Anche se vengono valutate queste minacce alla validità interna, la causalità non può ancora essere stabilita completamente perché lo sperimentatore non ha il controllo totale sulle variabili estranee.
Gli svantaggi includono anche il fatto che i gruppi di studio possono fornire prove più deboli a causa della mancanza di casualità. La casualità porta molte informazioni utili a uno studio perché amplia i risultati e offre quindi una migliore rappresentazione della popolazione nel suo insieme. L'utilizzo di gruppi diversi può anche rappresentare una minaccia alla validità interna. Se i gruppi non sono uguali, il che a volte è il caso in quasi esperimenti, allora lo sperimentatore potrebbe non essere sicuro di quali siano le cause dei risultati.

## Tipi di disegni
Esistono diversi tipi di disegni quasi-sperimentali, ognuno con diversi punti di forza, punti deboli e applicazioni. Questi disegni includono (ma non sono limitati a):
- Differenza nelle differenze (pre-post senza confronto)
- Disegno a gruppi di controllo non equivalenti
  - Disegno a gruppi di controllo senza trattamento
  - Disegno a variabili dipendenti non equivalenti
  - Disegno a gruppi di trattamento rimossi
  - Disegno di trattamento ripetuti
  - Disegno a gruppi di controllo non equivalenti con trattamento inverso
  - Disegno a coorte
  - Disegno solo post-test
  - Disegno con regressione continua
- Disegni con regressione discontinua
- Disegni caso-controllo
  - Disegno a serie temporali
  - Disegno a serie temporali multiple
  - Disegno a serie temporali interrotte
  - Corrispondenza del punteggio di propensione
  - Variabili strumentali
- Panel analisys